# Антион
Антион је личност из грчке митологије.

## Етимологија
Реч „антион“ на грчком значи нешто што је супротно, што опонира.

## Митологија
Био је најстарији од свих синова Лапита Перифанта и Астијагује. Оженио је Перимелу, Амитаонову кћерку, са којом је имао сина Иксиона. Њега су помињали Диодор и Хигин.